# Leonard Nimoy
Leonard Nimoy (Boston, 26. ožujka 1931. – Los Angeles, 27. veljače 2015.), američki filmski, televizijski i kazališni glumac te redatelj.

## Životopis
Rodio se u Bostonu u obitelji židovskih imigranata iz bivšeg Sovjetskog saveza. Prvi glumački nastup imao je s devet godina, a nakon kratkog studiranja na Boston College-u odlazi u Kaliforniju u želji da postane glumac.
Filmski debi ostvario je u filmu Queen for a day iz 1951. godine, dok je popularnost stekao tijekom 1960-ih godina ulogom Spocka u TV seriji Zvjezdane staze (1966. – 1969.). Istu ulogu ponovio je više puta u filmskim adaptacijama znanstveno-fantastične franšize, a zadnji put odigrao je danas već legendarnu ulogu u posljednjem filmu u nizu, Zvjezdane Staze XI. iz 2009. godine.
Umro je 27. veljače 2015. u 84. godini života u kući u Los Angelesu. Uzrok smrti je bila kronična opstruktivna plućna bolest.

## Redatelj
Kao redatelj okušao se u režiranju filmova iz serijala koji ga je proslavio (Zvjezdane staze 3: Potraga za Spockom (1984.) i Zvjezdane staze 4: Putovanje kući (1986.), a režirao je i popularnu komediju Tri muškarca i dijete (1987.).